# Klooster van Beveren-Roeselare
Het klooster van Beveren (Roeselare) kent zijn oorsprong in 1792 met de juffrouwen Veronica Vanden Bussche en Clara Desmet die het klooster stichtten en beginnen te leven volgens de regels van pastoor Mansuetus De Necker. Het jaar daarop spraken ze hun geloften uit.
Samen met pastoor De Neckere richtten ze een kloosterschool op in 1792. Ze hielden zich onder de naam ‘Zusters van de H. Josephus Calasanctius’ bezig met het onderwijs van ‘arme’ kinderen. (Josephus Calasanctius was een Spaanse heilige die talrijke scholen stichtte in Italië).

## Franse overheersing
De Fransen veroverden België in 1794 en schaften in 1796 de kloosters af. Enkel de kloosters die onderwijs verstrekten en zieken verzorgden, bleven gespaard. In Beveren mochten de zusters echter niet meer als religieuzen lesgeven en hun school werd een burgerlijke school. In 1807 telden ze 109 meisjes. De leerlingen kregen gratis les in weefkunde en de Vlaamse taal door zeven zusters.
Pas in 1809 konden de zusters hun gewone taak terug verder zetten.

## Verenigd Koninkrijk (1815 – 1830)
Na de nederlaag van Napoleon te Waterloo in 1815 worden de Noordelijke en de Zuidelijke Nederlanden samengevoegd. Het klooster bestond toen reeds uit een woonhuis met schoolgebouwen, stallen, een schuurtje en van 3175 m² grond en een hoveniershof waarop de gebouwen stonden.
In 1823 gaven op het klooster 7 zusters die les.

## België (1830)
In 1830 maakt België zich los van Nederland.
In 1846 telde de kloosterschool 136 meisjes, waarvan 60 betalende en 60 jongens.
Het klooster barstte uit haar voegen. Het klooster en school werden onder het beleid van moeder Coleta Vande Wynckel in 1848 en 1862 vernieuwd en vergroot. Om voldoende plaats te hebben om de armen te onderwijzen en te laten werken in de werkscholen en om het arme volk werk te geven (crisis in textielsector in West-Vlaanderen) bouwden de zusters een nieuw huis en een nieuwe school. De kosten hiervoor bedroegen 14.000 fr. De zusters betaalden hiervan 5000 fr.  De rest van het kapitaal werd onder andere bijeen gebracht door de milde schenkingen van de familie De Pélichy uit Gits.

## Andere belangrijke data voor het klooster
- 1885 : Nieuw bijhuis in Ramskapelle.
- 1886 : Bouw van een nieuw (dag)klooster op het gehucht St.-Catharine Capelle (Kapelhoek).
- 1914 : Het klooster van Beveren wordt ontruimd door Duitse soldaten. Een klein gedeelte bleef ter beschikking van de zusters. De zusters van Ramskapelle vluchten resp. naar Wulpen, Bulskamp (Veurne) en Parijs, waar ze tot het einde van de oorlog verbleven.
- 1917 : De zusters van de Kapelhoek en het moederklooster trekken in augustus naar Tielt. Enkele maanden later, in maart 1918, kunnen ze terugkeren.
- 1920 : Het klooster van Ramskapelle, verwoest tijdens de Eerste Wereldoorlog, wordt heropgebouwd.
- 1936 : Bouw van een nieuwe vleugel met 6 klassen. Dertien jaar later, in 1949, wordt deze vleugel verder uitgebreid met 2 klassen.
- 1940-1945 : Tijdens de Tweede Wereldoorlog mochten de zusters zonder onderbreking in het klooster blijven leven en het onderwijs verder zetten. De zusters van Ramskapelle moesten wel opnieuw hun klooster verlaten en werden van februari 1944 tot en met september 1944 in het moederklooster opgevangen.
- 1958 : Bouw van een nieuwe vleugel voor de Bewaarschool.
- 1967 : Bouw van een nieuw schoolgebouw (4 klassen) op de Kapelhoek.
- 1970 : Er resideren overdag geen zusters meer in de Kapelhoekschool vanaf 8 november door de aanvraag van exclaustratie van de laatst overgebleven zuster.
- 1971 : Op 16 april neemt Zr. Donatiana (Lucienne De Vloo) afscheid als laatste religieuze in dienst van het onderwijs op de Kapelhoek en gaat verder lesgeven in Zedelgem. Het onderwijs wordt verder gezet door 4 leken.
- 1971 : Op 18 augustus wordt het bijhuis in Ramskapelle gesloten wegens een daling van het aantal leerlingen. De laatste zusters, nl. Zr. Maria (Flavie Vansteeland; tevens de plaatselijke moeder - overste), Zr. Marie-Gabriëlle (Josephine Francine Matthys), Zr. Marie-Madeleine (Maria De Bevere) & Zr. Marie-Margaretha (Andrea Tandt), verhuizen naar het hoofdklooster in Beveren. (Dit bijhuis, met het aanpalende schoolgebouw, werd in 1997 gesloopt.)
- 1974 : Nog 22 zusters aanwezig in het moederklooster in Beveren. Op het hoogtepunt (1953) waren er 33 zusters aanwezig.
- 1981 : Het oude klooster- en schoolgebouw op de Kapelhoek wordt in januari afgebroken.
- 2001 : De Meisjesschool fusioneert met de Jongensschool en het klooster geeft de gebouwen van de Meisjesschool in erfpacht aan de gefusioneerde Vrije Lagere School.
- 2005 : Dankzij financiële steun van de kloostergemeenschap wordt het bijna 30 jaar oude schoolgebouw op de Kapelhoek gerenoveerd en achteraan uitgebreid met een nieuwe vleugel van 6 klassen, eetzaal, turnzaal en polyvalente ruimte (inwijding op 25 juni).
- 2008 : Sinds het overlijden van Zr. Marie-Bernarde (Julia Lievens) (° Beveren-R., 1/10/1918 - † Beveren-R., 20/3/2008) zijn er nog 8 zusters aanwezig in het klooster in Beveren.
- 2010 : De congregatie leunt aan bij de Zusters van O.L.Vrouw van 7 Weeën, Bruggestraat 29, 8755 Ruiselede.
- 2010 : Overlijden van moeder - overste Zr. Marie-Christine (Gabrielle Adrienne Muylle) (° Beveren-R., 27/11/1923 - † Beveren-R., 23/11/2010). Zij was van 1970 tot 2010 algemeen overste van de kloostergemeenschap.
- 2016 : De laatste 2 zusters, Zr. Mauritia (Zr. Rachel) & Zr. Marie-Berchmans (Zr. Lieve), verlaten het klooster op donderdag 25 februari en trekken naar het klooster in Ruiselede. De 5 andere zusters waren in de loop van de jaren reeds naar dit klooster verhuisd. Het klooster van Beveren wordt overgedragen aan de Beverense scholen.
- 2017 : Overlijden van waarnemend overste Zr. Marie-Berchmans (Godelieve Gabrielle Moyaert) (° Lichtervelde, 3/3/1923 - † Ruiselede, 8/1/2017) (tevens voormalige directrice van de vroegere Meisjesschool, 1962-1985 en laatste religieuze in dienst van het onderwijs in Beveren).
- 2019 : Voor het eerst in de geschiedenis van de congregatie wordt een honderdjarige zuster gevierd: Zr. Marie-Madeleine (Maria Germana Magdalena De Bevere) (° Beveren-R., 24/1/1919 - † Ruiselede, 19/11/2020). Twee jaar later volgde nog een eeuwelinge: Zr. Marie-Jeanne  (Josephine Zulma Maria Verstraete) (° Beveren-R., 31/1/1921 - † Ruiselede, 26/03/2022) mocht op op de laatste dag van januari 2021 ook haar honderdste verjaardag vieren.

Tegenwoordig zijn er nog 2 zusters van deze congregatie in leven, beiden verblijvend in Ruiselede:
-Zr. Mauritia (Rachel Margareta Vanclooster) (° Beveren-R., 24/10/1932) (tevens kosteres van de voormalige St.-Catharina-kerk, de annexe-kerk op de Kapelhoek, 1987-2008) (woonachtig in een bijhuis van het hoofdklooster),
-Zr. Maria-Pia (Marguerite Godelieve Maria Pollet) (° Snaaskerke, 7/6/1940).